# Monika Maron
Monika Maron (née le 3 juin 1941 à Berlin) est une écrivaine est-allemande.

## Biographie
Monika Maron naît hors mariage : sa mère, Helene Iglarz, considérée comme demi-juive, ne peut pas épouser le père de son enfant.
En 1943, ses grands-parents, Pawel et Josefa Iglarz retournent en Pologne ; Pawel y est exécuté par un commando spécial à cause de ses origines juives.
En 1955, Helene Iglarz épouse le haut fonctionnaire du SED (Sozialistische Einheitspartei Deutschlands) Karl Maron, qui immigra en Union des républiques socialistes soviétiques pendant le IIIe Reich. Karl Maron a beaucoup d'influence sur la carrière politique de sa belle-fille : son rôle au sein de la vie politique est-allemande fait que Monika Maron rejette le système de la RDA. De 1950 à 1955, il est inspecteur général de la police (Volkspolizei) et de 1955 à 1963, ministre de l'intérieur de la RDA. À partir de 1954, il fut également membre du comité central du SED et, de 1958 à 1967, élu à la chambre du peuple (Volkskammer).
Étant la belle-fille d'un personnage important de la RDA, Monika Maron adhère dès sa jeunesse aux idées et organisations de la RDA. En 1965, elle entre au SED dans l'espoir de pouvoir réformer le parti de l'intérieur.
L'évolution politico-culturelle de la RDA et la dégradation de ses rapports avec son beau-père changent progressivement son attitude vis-à-vis du parti et du pays et elle quitte le SED en 1978.
Après son baccalauréat, elle quitte le domicile familial et travaille comme machiniste à Dresde, avant d'entamer ses études de Théâtre et d'Histoire de l'art à l'université Humboldt de Berlin.
Elle est ensuite, pendant deux ans, assistante de régie à la télévision est-allemande et étudie trois ans à l'école de théâtre de Berlin-Est. Elle y donne également des cours d'histoire du théâtre.
En 1969, elle donne naissance à son fils, Jonas Maron. Peu après elle entreprend une carrière de journaliste. De 1970 à 1973, elle fait des reportages et des portraits pour le journal féminin est-allemand Für Dich (dont trois reportages sur la ville de Bitterfeld que l'on retrouve dans son premier roman, Flugasche). De 1973 à 1975, elle écrit pour le Wochenpost. Pour ses différents reportages, Monika Maron reçoit un prix.
Durant les années 1980, Monika Maron se rend plusieurs fois à l'Ouest et obtient un visa d'un an, ce qui lui permet de voyager en France, au Royaume-Uni et aux États-Unis.
Après de multiples tentatives pour faire publier ses romans, Monika Maron s'installe à Hambourg (le 3 juin 1988) avec son mari, le naturaliste Wilhelm Tappe, et son fils Jonas, grâce à un visa de trois ans. Puis, revient s'installer à Berlin en 1992.

## Œuvres littéraires et journalistiques
Frustrée par le manque de critique et de réalité, son comportement politique se radicalise pendant sa période journalistique, ce qui la fait quitter la profession.
Son beau-père qu'elle a entre-temps considéré comme un ennemi personnel, décède en 1975. Sa mort est l'occasion pour Monika Maron de se réorienter. Grâce à son héritage, elle renonce à son travail au Wochenpost et commence une vie d'auteur libre, ce qui est considéré comme « intellectuellement et politiquement contre la légalité ». Ce comportement est désapprouvé : que la fille d'un ministre des années 1970 se lance dans une carrière littéraire est considéré comme une attaque vis-à-vis de l'État et sa bureaucratie. Elle se retrouve fichée à la Stasi (Staatsicherheit) pour ses critiques contre le système et ses attaques politiques contre l'État
Les conséquences se révèlent lorsqu'elle reçoit l'interdiction de publier son premier roman, Flugasche (1981). Sa description de la vie quotidienne n'y est que trop critiquée. Elle reçoit une nouvelle interdiction pour son deuxième livre, Das Missverständnis (1982).
Ces interdictions de publier ses œuvres en RDA renforcent son comportement vis-à-vis des instances étatiques.

## Rapports avec la Stasi
D'octobre 1976 à mai 1978, elle travaille pour la Stasi (Staatsicherheit) en tant que collaboratrice non officielle, ce que révèle le quotidien Frankfurter Allgemeine Zeitung en 1995. En juin 1978, la Stasi décide de rompre le contact avec Monika Maron et commence à travailler sur son comportement hostile au régime. Jusqu'en 1989, les collaborateurs de la Stasi collectent des renseignements sur elle, en tout près de huit volumes.

## Œuvres
- Flugasche, 1981
- Herr Aurich, 1982
- Das Mißverständnis (Le malentendu), 1982
- Die Überläuferin (La transfuge), 1986
- Stille Zeile Sechs (Rue du silence, no.6), 1991
- Nach Maßgabe meiner Begreifungskraft, 1993
- Animal triste, 1996
- Pawels Briefe, 1999
- Quer über die Gleise, 2000
- Endmoränen, 2002
- Wie ich ein Buch nicht schreiben kann und es trotzdem versuche, 2005
- Ach Glück, 2007
- Bitterfelden boden. Ein Bericht, 2009
- Zwei Bruder: Gedanken zur Einheit 1989-2009, 2010

## Récompenses et distinctions
- 1990 : Irmgard-Heilmann-Literaturpreis de la ville de Hambourg
- 1991 : Brüder-Grimm-Preis
- 1992 : Prix Kleist
- 1994 : Solothurner Literaturpreis
- 1994 : Roswitha-Gedenkmedaille de la ville de Bad Gandersheim
- 1995 : Buchpreis des Deutschen Verbandes evangelischer Büchereien
- 2003 : Prix Friedrich Hölderlin de la ville de Bad Homburg
- 2003 : Carl-Zuckmayer-Medaille de Rhénanie-Palatinat
- 2005 : Stiftungsgastdozentur Poetik de l'université de Francfort
- 2009 : Prix littéraire de la ville de Mayence
- 2009 : Deutscher Nationalpreis
- 2010 : Humanismus-Preis des deutschen Altphilologenverbandes
- 2011 : Lessings-Preis des Freistaates Sachsen